# Schlumbergera orssichiana
Schlumbergera orssichiana ist eine Pflanzenart in der Gattung Schlumbergera aus der Familie der Kakteengewächse (Cactaceae). Das Artepitheton orssichiana ehrt die brasilianische Pflanzenliebhaberin Beatrix Orssich.

## Beschreibung
Schlumbergera orssichiana wächst epiphytisch mit hängenden Trieben. Die blattartig flachen Triebabschnitte sind 5 bis 7,5 Zentimeter lang und 3,2 bis 4,5 Zentimeter breit. Ihre Ränder sind auf jeder Seite zwei- bis dreifach gezähnt. In jeder Einkerbung befindet sich eine dornenlose Areole. Am Triebende sitzt eine verlängerte, zusammengesetzte Areole.
Die leicht zygomorphen, „flatterig“ erscheinenden Blüten öffnen sich weit. Sie sind bis zu 9 Zentimeter lang und erreichen ebensolche Durchmesser. Ihre Blütenröhre ist kurz. Die weißen Blütenhüllblätter sind nicht zurückgebogen und färben sich zu den Rändern und zur Spitze hin karminrot bis geflammt. Das hellgrüne Perikarpell ist fünf- oder sechskantig. Die fleischigen, stumpfen, fünf- oder sechskantigen Früchte sind grünlich gelb bis weiß.

## Verbreitung, Systematik und Gefährdung
Schlumbergera orssichiana ist in Brasilien im Nordwesten des Bundesstaates  Rio de Janeiro und im Osten des Bundesstaates São Paulo in Höhenlagen von 1600 bis 2500 Metern verbreitet.
Die Erstbeschreibung wurde 1978 von Wilhelm Barthlott und A. J. S. McMillan veröffentlicht.
In der Roten Liste gefährdeter Arten der IUCN wird die Art als „Endangered (EN)“, d. h. als stark gefährdet geführt.

## Nachweise